# Aiaz-Kala
Aiaz-Kala (en ouzbek : Ayoz qalʼa) sont les restes de fortifications de la période de l'empire Kouchan (IIIe siècle au IIe siècle av. J.-C.), situées à 200 km de la mer d'Aral, sur la rive droite du fleuve Amou-Daria, sur le territoire actuel du Karakalpakstan en Ouzbékistan. 
Les premières études scientifiques de ces fortifications datent de 1939-1940 lors de l'expédition archéologique soviétique au Khwarezm organisée sous la direction de Sergueï Tolstoï (ru). Parmi les grands groupes d'implantations humaines d'Aiaz-Kala trois d'entre elles se distinguent particulièrement. La première est la fortification d'Aiaz-Kala-3, qui comprend des minarets et des labyrinthes, clôturée par une puissante muraille. À l'intérieur de la fortification se trouvent les vestiges d'un palais spacieux. Au nord-ouest se trouve la fortification Aiaz-Kala-2, construite à l'époque de l'Empire Kouchan et achevée aux Ve siècle-VIIe siècle ap. J.-C. La fortification Aiaz-Kala-1 est située sur les hauteurs de Aiaz-Kala, près du lac Aiazkol (ru), et est relativement bien conservée. Les scientifiques ont établi que Aiaz-Kala-1 était une fortification militaire, protégeant une partie de la frontière de l'empire Kouchan. Au cours des fouilles, des dagues de fer, des couteaux, des pointes de lances et de flèches, des objets en bronze et en or ont été découverts.
Aiaz-Kala au Khwarezm (Karakalpakstan) se compose de deux citadelles en ruine, construites à partir de boues séchées au sommet de promontoires. Autour d'elles s'étend le désert de Kyzylkum, qui s'étend jusqu'à la mer d'Aral. D'autres citadelles sont éparpillées sur ce territoire, ont été conçues pour protéger la population des agressions de nomades. La population y vivait autrefois grâce à l'arrivée d'eau par des canaux alimentés par l'Amou-Daria. Les plus anciennes citadelles de la région datent du IVe siècle av. J.-C. Dans l'antiquité, c'était le territoire des nomades Massagètes, appelés également Scythes.  

## Galerie

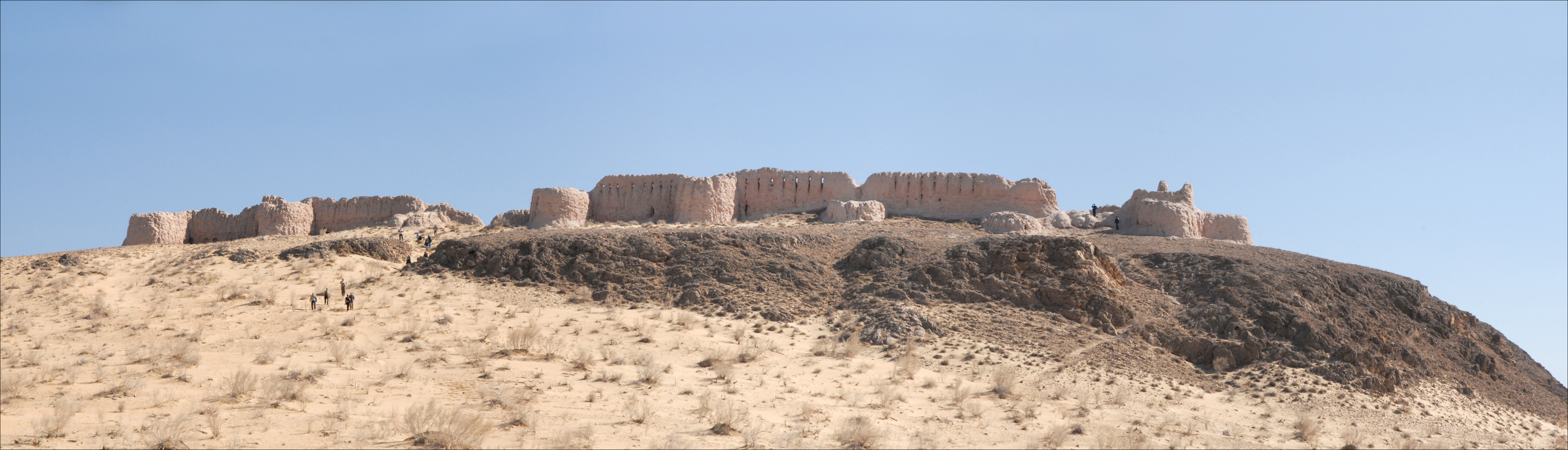
Aiaz-Kala 1
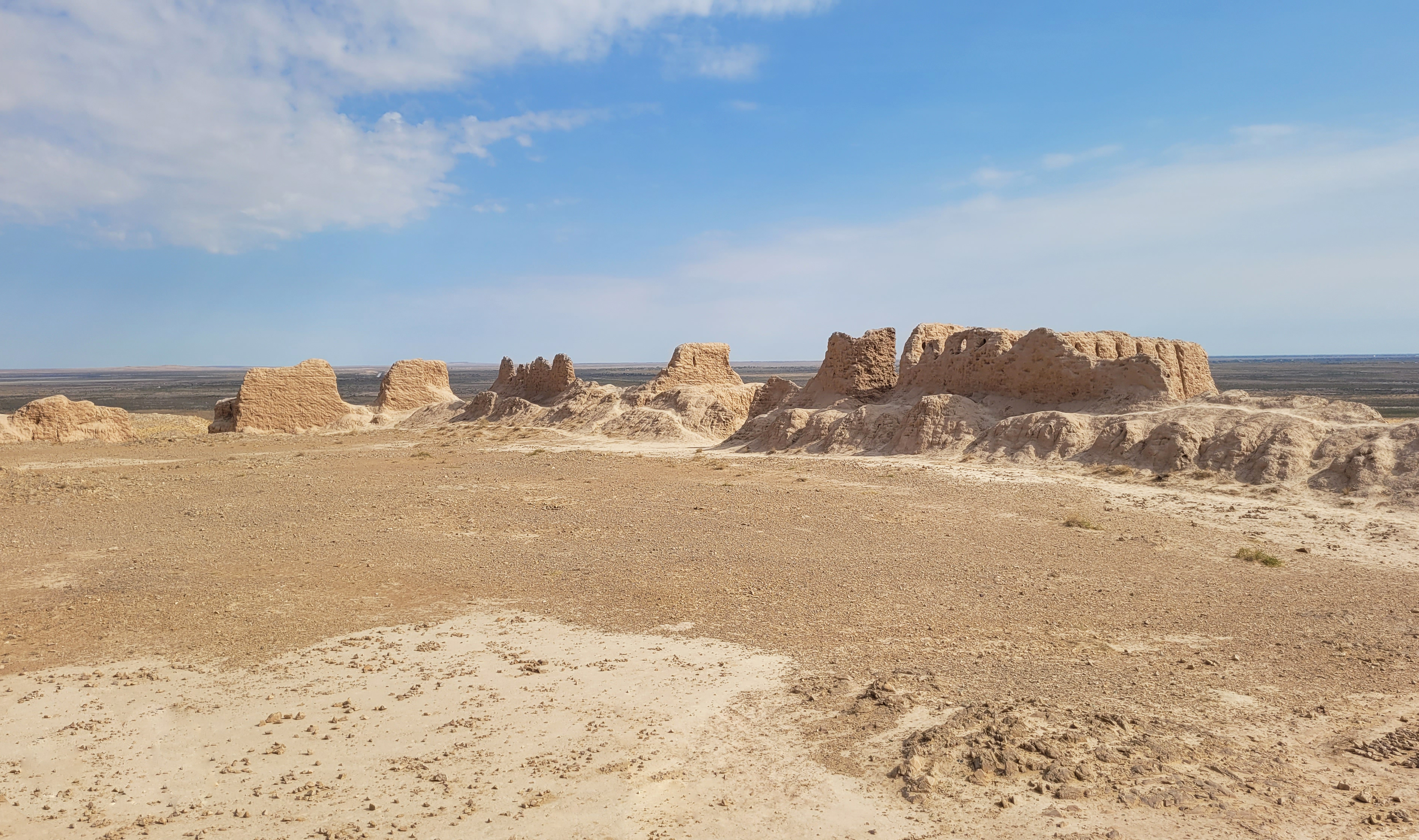
Aiaz-Kala 1
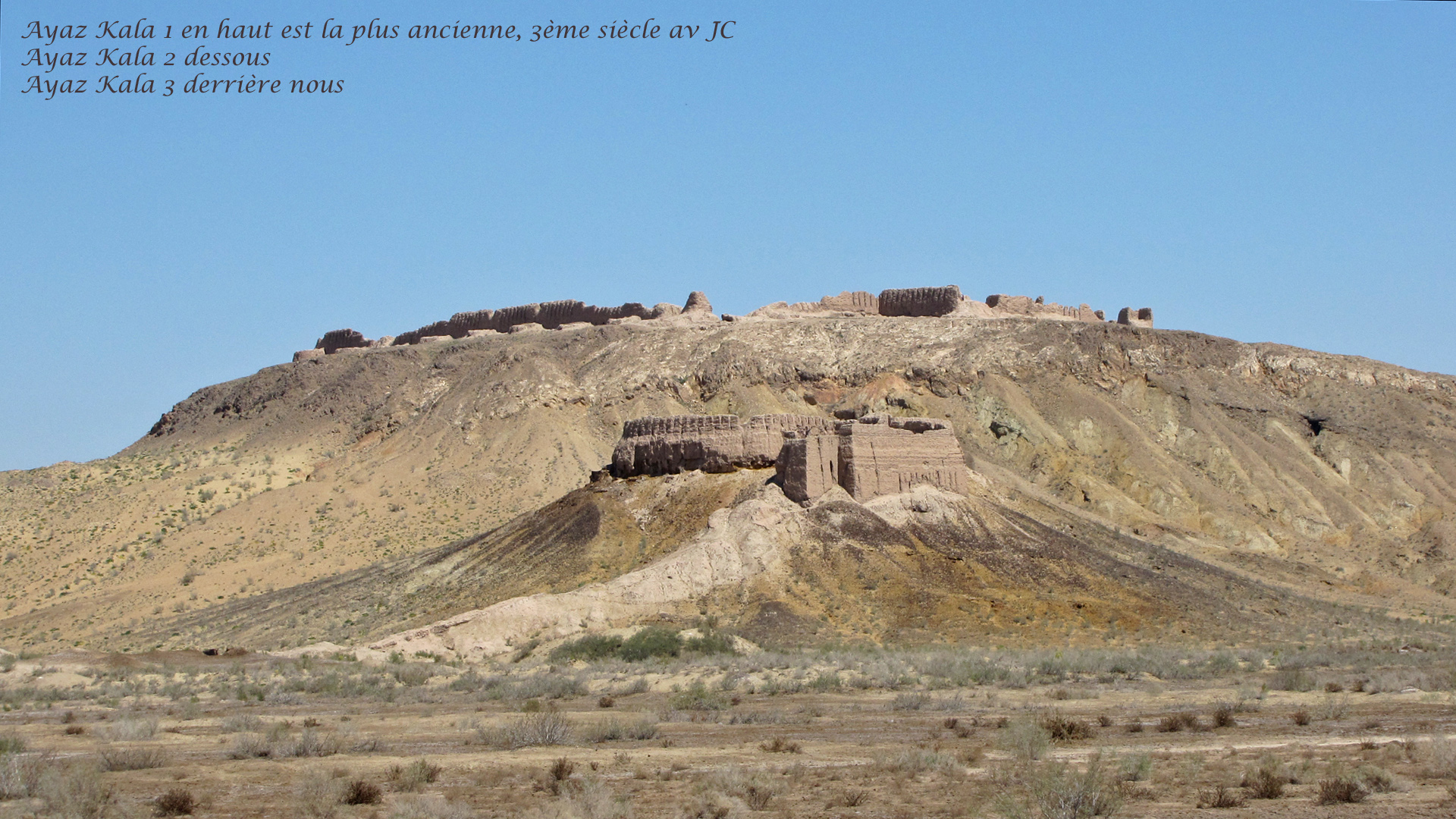
Aiaz-Kala № 1 au sommet de la coline, Aiaz-Kala № 2 plus bas
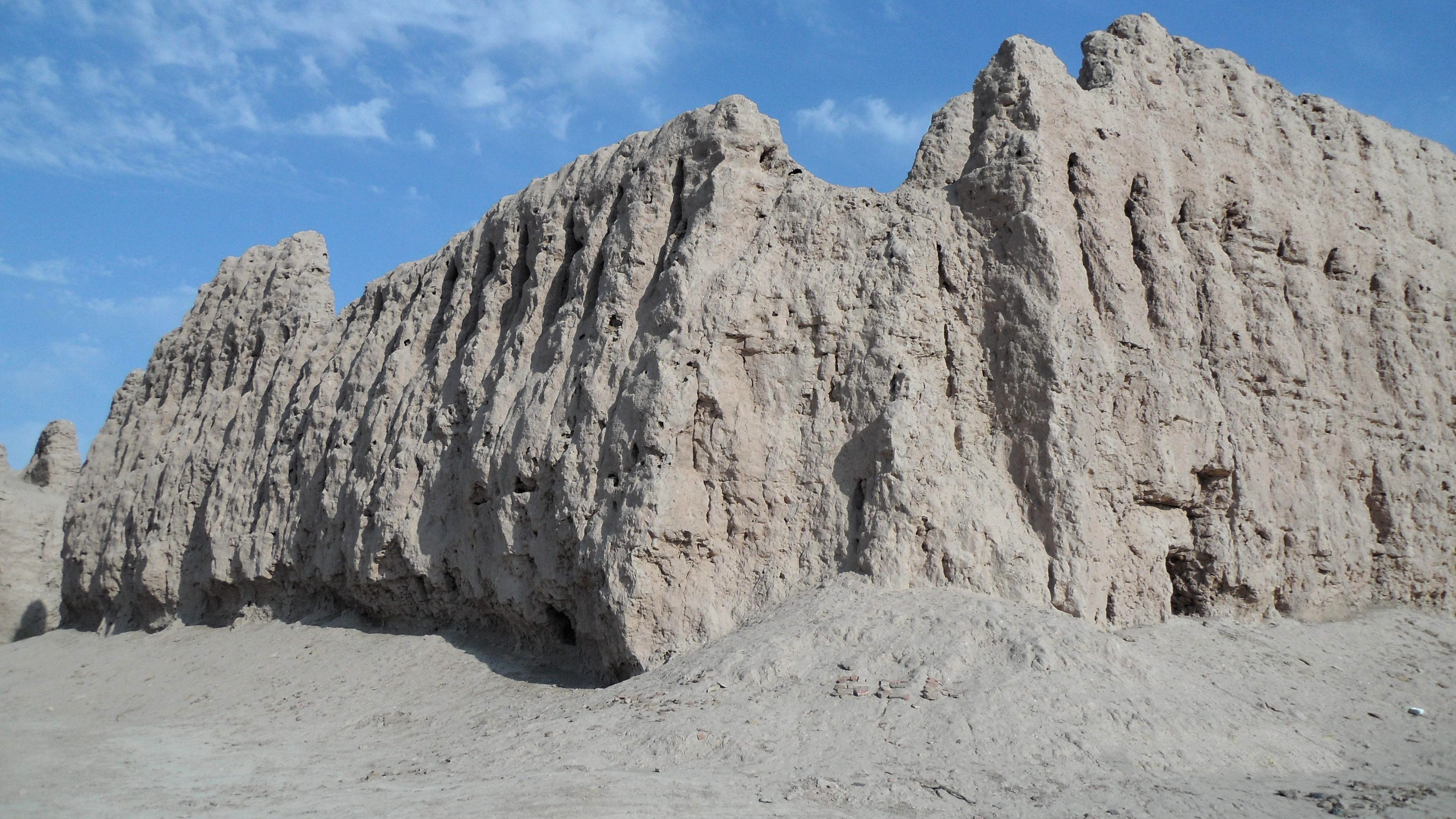
Aiaz-Kala 3
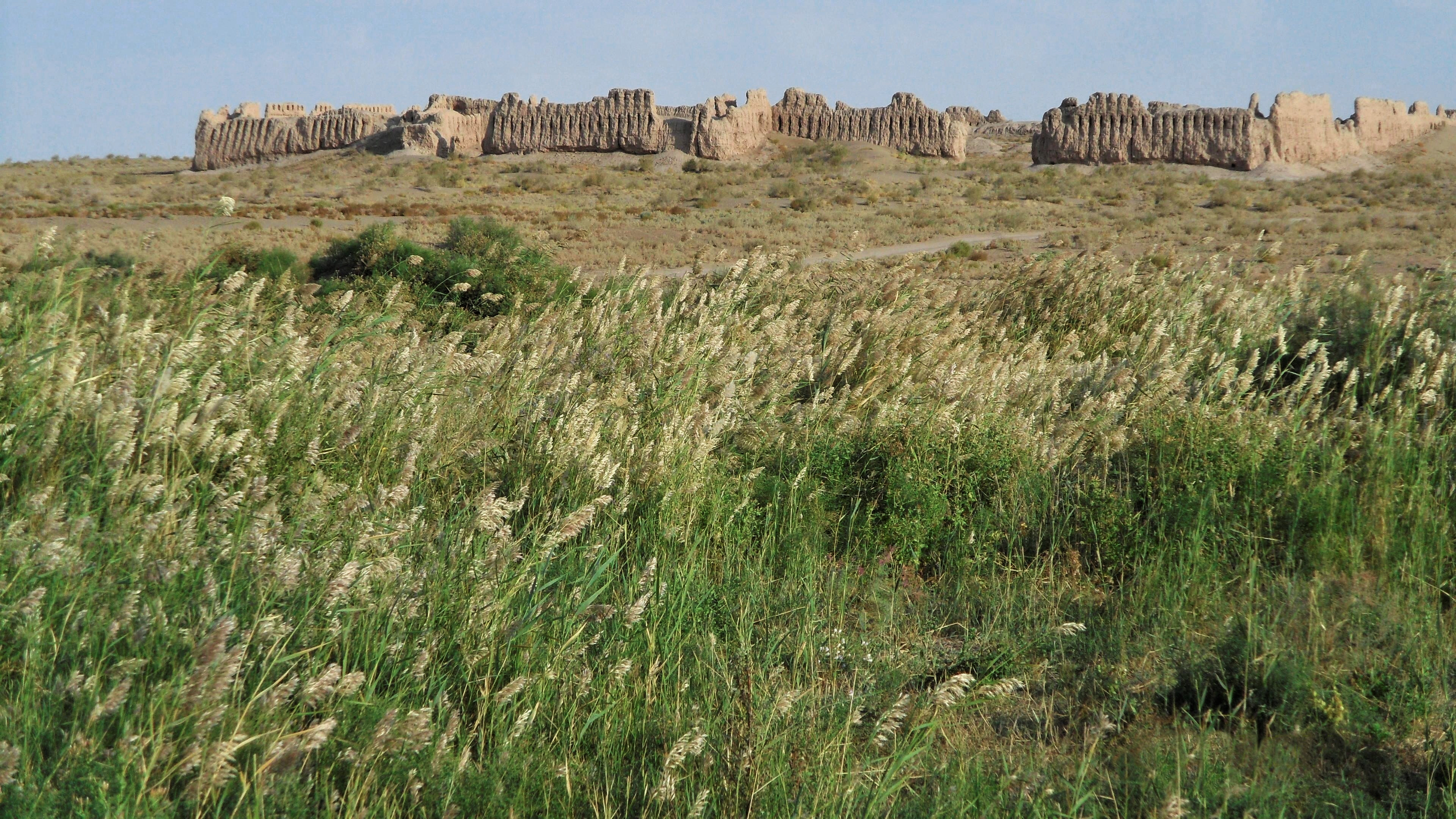
Fortifications d'Aiaz-Kala au Khwarezm période de l'Empire Kouchan